# Bordetella pertussis
Bordetella pertussis je gramnegativen aeroben kokobacil iz rodu bordetel, ki povzroča otroško bolezen oslovski kašelj. B. pertussis je majhna, negibljiva bakterija.
Človek je edini poznan gostitelj in zgleda, da v naravi ni živali, ki bi predstavljala žarišče te bakterije.
Bakterija se prenaša kapljično s kašljem in nosnim izcedkom. Inkubacijska doba do izbruha bolezni znaša od enega do dveh tednov.
V laboratorijski diagnostiki izrabljajo dejstvo, da je bakterija pozitivna na oksidazo in negativna na ureazo, nitrazo in citrat.